# Tove Lo/Diskografie
Diese Diskografie ist eine Übersicht über die musikalischen Werke der schwedischen Sängerin und Songwriterin Tove Lo. Den Schallplattenauszeichnungen zufolge hat sie bisher mehr als 28,1 Millionen Tonträger verkauft, davon alleine in ihrer Heimat über 400.000. Ihre erfolgreichste Veröffentlichung ist die Single Habits (Stay High) mit über 10,9 Millionen verkauften Einheiten.

## Alben

### Studioalben
| Jahr | Titel Musiklabel                         | Höchstplatzierung, Gesamtwochen, AuszeichnungChartplatzierungen (Jahr, Titel, Musiklabel, Platzierungen, Wochen, Auszeichnungen, Anmerkungen) | Höchstplatzierung, Gesamtwochen, AuszeichnungChartplatzierungen (Jahr, Titel, Musiklabel, Platzierungen, Wochen, Auszeichnungen, Anmerkungen) | Höchstplatzierung, Gesamtwochen, AuszeichnungChartplatzierungen (Jahr, Titel, Musiklabel, Platzierungen, Wochen, Auszeichnungen, Anmerkungen) | Höchstplatzierung, Gesamtwochen, AuszeichnungChartplatzierungen (Jahr, Titel, Musiklabel, Platzierungen, Wochen, Auszeichnungen, Anmerkungen) | Höchstplatzierung, Gesamtwochen, AuszeichnungChartplatzierungen (Jahr, Titel, Musiklabel, Platzierungen, Wochen, Auszeichnungen, Anmerkungen) | Höchstplatzierung, Gesamtwochen, AuszeichnungChartplatzierungen (Jahr, Titel, Musiklabel, Platzierungen, Wochen, Auszeichnungen, Anmerkungen) | Anmerkungen                                                    |
| Jahr | Titel Musiklabel                         | DE | AT | CH | UK | US | SE | Anmerkungen                                                    |
| ---- | ---------------------------------------- | --- | --- | --- | --- | --- | --- | -------------------------------------------------------------- |
| 2014 | Queen of the Clouds Island Records (UMG) | DE49 (1 Wo.)DE | AT47 (1 Wo.)AT | — | UK17 Gold · (2 Wo.)UK | US14 Platin · (65 Wo.)US | SE6 Platin · (79 Wo.)SE | Erstveröffentlichung: 24. September 2014 Verkäufe: + 1.350.000 |
| 2016 | Lady Wood Island Records (UMG)           | DE66 (1 Wo.)DE | — | CH40 (1 Wo.)CH | UK40 (1 Wo.)UK | US11 (3 Wo.)US | SE1 (26 Wo.)SE | Erstveröffentlichung: 28. Oktober 2016 Verkäufe: + 7.500       |
| 2017 | Blue Lips Island Records (UMG)           | — | — | — | — | US138 (1 Wo.)US | SE15 (2 Wo.)SE | Erstveröffentlichung: 17. November 2017                        |
| 2019 | Sunshine Kitty Universal Records (UMG)   | — | — | CH88 (1 Wo.)CH | UK59 (1 Wo.)UK | US61 (1 Wo.)US | SE19 (3 Wo.)SE | Erstveröffentlichung: 20. September 2019                       |
| 2022 | Dirt Femme Pretty Swede                  | — | — | CH50 (1 Wo.)CH | — | US153 (1 Wo.)US | SE11 (4 Wo.)SE | Erstveröffentlichung: 14. Oktober 2022                         |

### EPs
| Jahr | Titel Musiklabel                                     | Höchstplatzierung, Gesamtwochen, AuszeichnungChartplatzierungen (Jahr, Titel, Musiklabel, Platzierungen, Wochen, Auszeichnungen, Anmerkungen) | Höchstplatzierung, Gesamtwochen, AuszeichnungChartplatzierungen (Jahr, Titel, Musiklabel, Platzierungen, Wochen, Auszeichnungen, Anmerkungen) | Höchstplatzierung, Gesamtwochen, AuszeichnungChartplatzierungen (Jahr, Titel, Musiklabel, Platzierungen, Wochen, Auszeichnungen, Anmerkungen) | Höchstplatzierung, Gesamtwochen, AuszeichnungChartplatzierungen (Jahr, Titel, Musiklabel, Platzierungen, Wochen, Auszeichnungen, Anmerkungen) | Höchstplatzierung, Gesamtwochen, AuszeichnungChartplatzierungen (Jahr, Titel, Musiklabel, Platzierungen, Wochen, Auszeichnungen, Anmerkungen) | Höchstplatzierung, Gesamtwochen, AuszeichnungChartplatzierungen (Jahr, Titel, Musiklabel, Platzierungen, Wochen, Auszeichnungen, Anmerkungen) | Anmerkungen                                      |
| Jahr | Titel Musiklabel                                     | DE | AT | CH | UK | US | SE | Anmerkungen                                      |
| ---- | ---------------------------------------------------- | --- | --- | --- | --- | --- | --- | ------------------------------------------------ |
| 2014 | Truth Serum Universal / Island / Neon Gold / Polydor | — | — | — | — | — | SE13 (29 Wo.)SE | Erstveröffentlichung: 3. März 2014               |
| 2024 | Heat Pretty Swede Records                            | — | — | — | — | — | — | Erstveröffentlichung: 14. Juni 2024 mit SG Lewis |

## Singles

### Als Leadmusikerin
| Jahr | Titel Album                                              | Höchstplatzierung, Gesamtwochen, AuszeichnungChartplatzierungen (Jahr, Titel, Album, Platzierungen, Wochen, Auszeichnungen, Anmerkungen) | Höchstplatzierung, Gesamtwochen, AuszeichnungChartplatzierungen (Jahr, Titel, Album, Platzierungen, Wochen, Auszeichnungen, Anmerkungen) | Höchstplatzierung, Gesamtwochen, AuszeichnungChartplatzierungen (Jahr, Titel, Album, Platzierungen, Wochen, Auszeichnungen, Anmerkungen) | Höchstplatzierung, Gesamtwochen, AuszeichnungChartplatzierungen (Jahr, Titel, Album, Platzierungen, Wochen, Auszeichnungen, Anmerkungen) | Höchstplatzierung, Gesamtwochen, AuszeichnungChartplatzierungen (Jahr, Titel, Album, Platzierungen, Wochen, Auszeichnungen, Anmerkungen) | Höchstplatzierung, Gesamtwochen, AuszeichnungChartplatzierungen (Jahr, Titel, Album, Platzierungen, Wochen, Auszeichnungen, Anmerkungen) | Anmerkungen                                                                        |
| Jahr | Titel Album                                              | DE | AT | CH | UK | US | SE | Anmerkungen                                                                        |
| --- | -------------------------------------------------------- | --- | --- | --- | --- | --- | --- | ---------------------------------------------------------------------------------- |
| 2012 | Love Ballad Truth Serum / Queen of the Clouds            | — | — | — | — | — | — | Erstveröffentlichung: 5. November 2012                                             |
| 2013 | Habits (Stay High) Truth Serum / Queen of the Clouds     | DE14 ×3Dreifachgold · (53 Wo.)DE | AT3 Gold · (42 Wo.)AT | CH3 Gold · (44 Wo.)CH | UK6 Platin (Original) + Platin (Hippie Sabotage Remix) · (33 Wo.)UK                                                                      | US3 ×8Achtfachplatin · (39 Wo.)US | SE13 ×3Dreifachplatin · (70 Wo.)SE | Erstveröffentlichung: 13. März 2013 Verkäufe: + 10.980.000                         |
| 2013 | Out of Mind Truth Serum / Queen of the Clouds            | — | — | — | — | — | — | Erstveröffentlichung: 16. Oktober 2013                                             |
| 2014 | Not on Drugs Truth Serum / Queen of the Clouds           | — | — | — | — | — | — | Erstveröffentlichung: 25. November 2014                                            |
| 2015 | Talking Body Queen of the Clouds                         | DE100 Gold · (1 Wo.)DE | — | — | UK17 Platin · (19 Wo.)UK | US12 ×5Fünffachplatin · (30 Wo.)US | SE16 (32 Wo.)SE | Erstveröffentlichung: 13. Januar 2015 Verkäufe: + 6.125.000                        |
| 2015 | Timebomb Queen of the Clouds                             | — | — | — | — | — | — | Erstveröffentlichung: 12. August 2015                                              |
| 2015 | Moments Queen of the Clouds                              | — | — | — | — | — | — | Erstveröffentlichung: 27. Oktober 2015                                             |
| 2016 | Scars Divergent: Allegiant (O.S.T.)                      | — | — | — | — | — | — | Erstveröffentlichung: 19. Februar 2016                                             |
| 2016 | Cool Girl Lady Wood                                      | DE43 Gold · (15 Wo.)DE | AT53 (13 Wo.)AT | CH49 (15 Wo.)CH | UK46 Silber · (14 Wo.)UK | US84 Platin · (5 Wo.)US | SE15 Platin · (16 Wo.)SE | Erstveröffentlichung: 4. August 2016 Verkäufe: + 1.826.666                         |
| 2016 | True Disaster Lady Wood                                  | — | — | — | — | — | SE56 (2 Wo.)SE | Erstveröffentlichung: 15. November 2016                                            |
| 2017 | Disco Tits Blue Lips                                     | — | — | — | — | — | SE55 (1 Wo.)SE | Erstveröffentlichung: 7. September 2017                                            |
| 2018 | Bitches Blue Lips                                        | — | — | — | — | — | — | Erstveröffentlichung: 7. Juni 2018 feat. Alma, Charli XCX, Elliphant and Icona Pop |
| 2019 | Glad He’s Gone Sunshine Kitty                            | — | — | — | — | — | SE38 (2 Wo.)SE | Erstveröffentlichung: 31. Mai 2019 Verkäufe: + 20.000                              |
| 2019 | Bad as the Boys Sunshine Kitty                           | — | — | — | — | — | — | Erstveröffentlichung: 2. August 2019 feat. Alma                                    |
| 2019 | Jacques Sunshine Kitty                                   | — | — | — | UK67 (2 Wo.)UK | — | SE61 (1 Wo.)SE | Erstveröffentlichung: 28. August 2019 mit Jax Jones                                |
| 2019 | Really Don’t Like U Sunshine Kitty                       | — | — | — | — | — | — | Erstveröffentlichung: 6. September 2019 feat. Kylie Minogue                        |
| 2019 | Sweettalk My Heart Sunshine Kitty                        | — | — | — | — | — | SE48 (10 Wo.)SE | Erstveröffentlichung: 18. September 2019                                           |
| 2020 | Bikini Porn Sunshine Kitty – Paw Prints Edition          | — | — | — | — | — | SE76 (1 Wo.)SE | Erstveröffentlichung: 15. Januar 2020                                              |
| 2020 | I’m Coming Sunshine Kitty – Paw Prints Edition           | — | — | — | — | — | SE12 (8 Wo.)SE | Erstveröffentlichung: 20. März 2020                                                |
| 2020 | Sadder Badder Cooler Sunshine Kitty – Paw Prints Edition | — | — | — | — | — | — | Erstveröffentlichung: 22. Mai 2020                                                 |
| 2022 | How Long Dirt Femme                                      | — | — | — | — | — | SE92 (1 Wo.)SE | Erstveröffentlichung: 28. Januar 2022                                              |
| 2022 | No One Dies from Love Dirt Femme                         | — | — | — | — | — | SE26 (19 Wo.)SE | Erstveröffentlichung: 3. Mai 2022                                                  |
| 2022 | True Romance Dirt Femme                                  | — | — | — | — | — | — | Erstveröffentlichung: 21. Juni 2022                                                |
| 2022 | 2 Die 4 Dirt Femme                                       | — | AT75 (1 Wo.)AT | — | — | — | SE19 (9 Wo.)SE | Erstveröffentlichung: 27. Juli 2022                                                |
| 2022 | Grapefruit Dirt Femme                                    | — | — | — | — | — | SE33 (3 Wo.)SE | Erstveröffentlichung: 12. Oktober 2022                                             |
| 2022 | Call On Me Dirt Femme                                    | — | — | — | — | — | — | Erstveröffentlichung: 14. Oktober 2022 mit SG Lewis                                |
| 2023 | Borderline Dirt Femme (Extended Cut)                     | — | — | — | — | — | SE73 (1 Wo.)SE | Erstveröffentlichung: 10. Februar 2023                                             |
| 2023 | I Like U Dirt Femme (Extended Cut)                       | — | — | — | — | — | — | Erstveröffentlichung: 31. Mai 2023                                                 |
| 2023 | Elevator Eyes Dirt Femme (Extended Cut)                  | — | — | — | — | — | — | Erstveröffentlichung: 9. August 2023                                               |
| 2024 | Heat                                                     | — | — | — | — | — | SE86 (1 Wo.)SE | Erstveröffentlichung: 14. Juni 2024 mit SG Lewis                                   |
| Folgende Lieder erschienen nicht als Single, wurden aber durch das Album zum Download und Streaming bereitgestellt und konnten somit eine Platzierung erlangen: |                                                          | | | | | | |                                                                                    |
| |                                                          | | | | | | |                                                                                    |
| 2016 | Influence Lady Wood                                      | — | — | — | — | — | SE78 (1 Wo.)SE | Charteinstieg: 9. September 2016 feat. Wiz Khalifa                                 |

### Als Gastmusikerin
| Jahr | Titel Album                              | Höchstplatzierung, Gesamtwochen, AuszeichnungChartplatzierungen (Jahr, Titel, Album, Platzierungen, Wochen, Auszeichnungen, Anmerkungen) | Höchstplatzierung, Gesamtwochen, AuszeichnungChartplatzierungen (Jahr, Titel, Album, Platzierungen, Wochen, Auszeichnungen, Anmerkungen) | Höchstplatzierung, Gesamtwochen, AuszeichnungChartplatzierungen (Jahr, Titel, Album, Platzierungen, Wochen, Auszeichnungen, Anmerkungen) | Höchstplatzierung, Gesamtwochen, AuszeichnungChartplatzierungen (Jahr, Titel, Album, Platzierungen, Wochen, Auszeichnungen, Anmerkungen) | Höchstplatzierung, Gesamtwochen, AuszeichnungChartplatzierungen (Jahr, Titel, Album, Platzierungen, Wochen, Auszeichnungen, Anmerkungen) | Höchstplatzierung, Gesamtwochen, AuszeichnungChartplatzierungen (Jahr, Titel, Album, Platzierungen, Wochen, Auszeichnungen, Anmerkungen) | Anmerkungen                                                                                              |
| Jahr | Titel Album                              | DE | AT | CH | UK | US | SE | Anmerkungen                                                                                              |
| ---- | ---------------------------------------- | --- | --- | --- | --- | --- | --- | --- |
| 2013 | Run on Love Islands                      | — | — | — | — | — | — | Erstveröffentlichung: 5. Juni 2013 Lucas Nord feat. Tove Lo                                              |
| 2013 | Strangers Worlds Apart                   | — | — | — | — | US— GoldUS | — | Erstveröffentlichung: 20. August 2013 Verkäufe: + 500.000; Seven Lions and Myon & Shane 54 feat. Tove Lo |
| 2014 | Heroes (We Could Be) Forever             | DE71 Gold · (14 Wo.)DE | AT41 (10 Wo.)AT | CH47 (16 Wo.)CH | UK6 Platin · (28 Wo.)UK | US31 Platin · (20 Wo.)US | SE5 ×4Vierfachplatin · (39 Wo.)SE | Erstveröffentlichung: 25. August 2014 Verkäufe: + 2.465.000; Alesso feat. Tove Lo                        |
| 2015 | Come Back to Me Polaroid Memories        | — | — | — | — | — | — | Erstveröffentlichung: 24. April 2015 Urban Cone feat. Tove Lo                                            |
| 2016 | Close Last Year Was Complicated          | DE61 (10 Wo.)DE | AT54 (7 Wo.)AT | CH39 (14 Wo.)CH | UK25 Gold · (19 Wo.)UK | US14 Platin · (20 Wo.)US | SE41 Platin · (12 Wo.)SE | Erstveröffentlichung: 25. März 2016 Verkäufe: + 1.670.000; Nick Jonas feat. Tove Lo                      |
| 2016 | Say It Skin                              | — | — | — | UK69 Gold · (1 Wo.)UK | US60 Gold · (4 Wo.)US | — | Erstveröffentlichung: 29. April 2016 Verkäufe: + 1.385.000; Flume feat. Tove Lo                          |
| 2017 | Out of My Head Pop 2                     | — | — | — | — | — | — | Erstveröffentlichung: 8. Dezember 2017 Charli XCX feat. Tove Lo & Alma                                   |
| 2018 | Colorblind Body Rush                     | — | — | — | — | — | — | Erstveröffentlichung: 24. August 2018 Karma Fields feat. Tove Lo                                         |
| 2018 | Blow That Smoke Major Lazer Essentials   | — | — | — | — | — | SE71 (1 Wo.)SE | Erstveröffentlichung: 17. Oktober 2018 Verkäufe: + 20.000; Major Lazer feat. Tove Lo                     |
| 2018 | Heart Attack NGX: Ten Years of Neon Gold | — | — | — | — | — | — | Erstveröffentlichung: 29. April 2016 Phoebe Ryan feat. Tove Lo                                           |
| 2019 | Win Win Higher Ground                    | — | — | — | — | — | — | Erstveröffentlichung: 3. Mai 2019 Diplo feat. Tove Lo                                                    |
| 2019 | Diva –                                   | — | — | — | — | — | — | Erstveröffentlichung: 10. Mai 2019 Aazar feat. Swae Lee & Tove Lo                                        |
| 2020 | Calling on Me Scorcha                    | — | — | — | — | — | SE97 (1 Wo.)SE | Erstveröffentlichung: 7. Februar 2020 Sean Paul feat. Tove Lo                                            |
| 2020 | Don’t Say Goodbye –                      | — | — | — | — | — | — | Erstveröffentlichung: 25. September 2020 Verkäufe: + 1.015.000; Alok and Ilkay Sencan feat. Tove Lo      |
| 2021 | Pressure –                               | DE— aDE | — | CH91 (1 Wo.)CH | — | — | SE39 (2 Wo.)SE | Erstveröffentlichung: 5. Februar 2021 Verkäufe: + 40.000; Martin Garrix feat. Tove Lo                    |
| 2021 | Give It All Up Future Past               | — | — | — | — | — | — | Erstveröffentlichung: 20. Oktober 2021 Duran Duran feat. Tove Lo                                         |
| 2024 | Love Bites 7                             | — | — | — | — | — | — | Erstveröffentlichung: 22. Mai 2024 Nelly Furtado feat. SG Lewis & Tove Lo                                |
| 2024 | My Oh My Tension II                      | — | — | — | UK63 (1 Wo.)UK | — | — | Erstveröffentlichung: 11. Juli 2024 Kylie Minogue feat. Bebe Rexha & Tove Lo                             |

## Musikvideos und Kurzfilme

### Musikvideos
| Jahr | Titel                   | Regie                                 |
| ---- | ----------------------- | ------------------------------------- |
| 2012 | Love Ballad             | Motellet, Tove Lo                     |
| 2013 | Habits                  | Motellet, Tove Lo                     |
| 2013 | Out of Mind             | Andreas Öhman                         |
| 2014 | Habits (Stay High)      | Motellet, Tove Lo                     |
| 2014 | Not on Drugs            | Rikkard Häggbom                       |
| 2014 | Over                    | Rankin                                |
| 2015 | Talking Body            | Johan Lydén, Andreas Weman            |
| 2015 | Timebomb                | Emil Nava                             |
| 2015 | Moments                 | Tim Erem                              |
| 2016 | Cool Girl               | Tim Erem                              |
| 2016 | True Disaster           | Tim Erem                              |
| 2017 | Disco Tits              | Tim Erem                              |
| 2018 | Bitches                 | Lucia Aniello                         |
| 2018 | Cycles                  | Malia James                           |
| 2019 | Glad He’s Gone          | Vania Heymann, Gal Muggia             |
| 2019 | Jacques                 | Glassface                             |
| 2019 | Sweettalk My Heart      | Bradley Bell, Pablo Jones-Soler       |
| 2020 | Bikini Porn             | Moni Haworth                          |
| 2020 | Are You Gonna Tell Her? | Alaska                                |
| 2020 | Sadder Badder Cooler    | Venturia Animation Studios            |
| 2022 | How Long                | Abdi Ibrahim, Kenten, Jonathan Salmon |
| 2022 | No One Dies from Love   | Alaska                                |
| 2022 | 2 Die 4                 | Anna Himma                            |
| 2022 | Grapefruit              | Lisette Donkersloot                   |
| 2023 | Borderline              | Fernando Nogari                       |

### Kurzfilme
| Jahr | Titel      | Regie                          |
| ---- | ---------- | ------------------------------ |
| 2016 | Fairy Dust | Tim Erem                       |
| 2017 | Fire Fade  | Tim Erem                       |
| 2018 | Blue Lips  | Malia James                    |
| 2022 | Dirt Femme | Moni Haworth, Kenny Laubbacher |

## Statistik

### Chartauswertung
|                     | DE    | AT    | CH    | UK    | US    | SE    |
| ------------------- | ----- | ----- | ----- | ----- | ----- | ----- |
| Nummer-eins-Alben   | DE—DE | AT—AT | CH—CH | UK—UK | US—US | SE1SE |
| Top-10-Alben        | DE—DE | AT—AT | CH—CH | UK—UK | US—US | SE2SE |
| Alben in den Charts | DE2DE | AT1AT | CH3CH | UK3UK | US5US | SE6SE |

|                       | DE    | AT    | CH    | UK    | US    | SE     |
| --------------------- | ----- | ----- | ----- | ----- | ----- | ------ |
| Nummer-eins-Singles   | DE—DE | AT—AT | CH—CH | UK—UK | US—US | SE—SE  |
| Top-10-Singles        | DE—DE | AT1AT | CH1CH | UK2UK | US1US | SE1SE  |
| Singles in den Charts | DE5DE | AT5AT | CH5CH | UK9UK | US6US | SE21SE |

### Auszeichnungen für Musikverkäufe
| Goldene Schallplatte - Australien - 2016: für die Single Cool Girl - Belgien - 2014: für die Single Habits (Stay High) - 2016: für die Single Close - Brasilien - 2024: für die Single Blow That Smoke - 2024: für die Single Glad He’s Gone - Frankreich - 2015: für die Single Habits (Stay High) - 2017: für die Single Cool Girl - Italien - 2016: für die Single Talking Body - 2016: für die Single Close - 2016: für die Single Cool Girl - 2019: für das Lied Fun - Kanada - 2015: für die Single Heroes (We Could Be) - 2016: für die Single Say It - Mexiko - 2016: für das Album Queen of the Clouds - Neuseeland - 2024: für das Album Lady Wood - Portugal - 2022: für die Single Heroes (We Could Be) - 2022: für die Single Close - Singapur - 2020: für das Album Queen of the Clouds | Platin-Schallplatte - Australien - 2014: für die Single Heroes (We Could Be) - Brasilien - 2023: für die Single Pressure - Dänemark - 2014: für das Streaming Habits (Stay High) - 2015: für die Single Talking Body - 2015: für die Single Heroes (We Could Be) - 2019: für das Album Queen of the Clouds - 2021: für die Single Cool Girl - 2025: für die Single Close - Italien - 2015: für die Single Heroes (We Could Be) - 2016: für die Single Habits (Stay High) - Neuseeland - 2017: für die Single Cool Girl - 2022: für das Album Truth Serum - 2024: für das Album Queen of the Clouds - Polen - 2015: für das Album Queen of the Clouds - 2020: für die Single Cool Girl - 2024: für die Single How Long - Spanien - 2015: für die Single Heroes (We Could Be) - 2025: für die Single Habits (Stay High) | 2× Platin-Schallplatte - Australien - 2014: für die Single Habits (Stay High) - Brasilien - 2024: für die Single Close - 2024: für das Lied Are You Gonna Tell Her? - 2024: für die Single Cool Girl - Kanada - 2014: für die Single Habits (Stay High) - Neuseeland - 2023: für die Single Close - 2024: für die Single Heroes (We Could Be) - 2024: für die Single Talking Body - Polen - 2024: für die Single Don’t Say Goodbye 3× Platin-Schallplatte - Brasilien - 2023: für die Single Heroes (We Could Be) - 2024: für die Single Talking Body - 2025: für das Album Queen of the Clouds 4× Platin-Schallplatte - Australien - 2017: für die Single Say It 5× Platin-Schallplatte - Neuseeland - 2025: für die Single Say It 6× Platin-Schallplatte - Neuseeland - 2024: für die Single Habits (Stay High) 2× Diamantene Schallplatte - Brasilien - 2024: für die Single Habits (Stay High) 3× Diamantene Schallplatte - Brasilien - 2023: für die Single Don’t Say Goodbye |

Anmerkung: Auszeichnungen in Ländern aus den Charttabellen bzw. Chartboxen sind in ebendiesen zu finden.
| Land/RegionAuszeichnungen für Musikverkäufe (Land/Region, Auszeichnungen, Verkäufe, Quellen) | Silber  | Gold       | Platin       | Diamant     | Verkäufe   | Quellen              |
| -------------------------------------------------------------------------------------------- | ------- | ---------- | ------------ | ----------- | ---------- | -------------------- |
| Australien (ARIA)                                                                            | —       | Gold1      | 7× Platin7   | —           | 525.000    | aria.com.au          |
| Belgien (BRMA)                                                                               | —       | 2× Gold2   | —            | —           | 30.000     | ultratop.be          |
| Brasilien (PMB)                                                                              | —       | 2× Gold2   | 16× Platin16 | 5× Diamant5 | 2.260.000  | pro-musicabr.org.br  |
| Dänemark (IFPI)                                                                              | —       | —          | 6× Platin6   | —           | 290.000    | ifpi.dk              |
| Deutschland (BVMI)                                                                           | —       | 4× Gold4   | Platin1      | —           | 1.050.000  | musikindustrie.de    |
| Frankreich (SNEP)                                                                            | —       | 2× Gold2   | —            | —           | 141.666    | snepmusique.com      |
| Italien (FIMI)                                                                               | —       | 4× Gold4   | 2× Platin2   | —           | 200.000    | fimi.it              |
| Kanada (MC)                                                                                  | —       | 2× Gold2   | 2× Platin2   | —           | 240.000    | musiccanada.com      |
| Mexiko (AMPROFON)                                                                            | —       | Gold1      | —            | —           | 30.000     | amprofon.com.mx      |
| Neuseeland (RMNZ)                                                                            | —       | Gold1      | 20× Platin20 | —           | 580.500    | radioscope.co.nz NZ2 |
| Österreich (IFPI)                                                                            | —       | Gold1      | —            | —           | 15.000     | ifpi.at              |
| Polen (ZPAV)                                                                                 | —       | —          | 5× Platin5   | —           | 190.000    | olis.pl              |
| Portugal (AFP)                                                                               | —       | 2× Gold2   | —            | —           | 10.000     | Einzelnachweise      |
| Schweden (IFPI)                                                                              | —       | —          | 10× Platin10 | —           | 400.000    | sverigetopplistan.se |
| Schweiz (IFPI)                                                                               | —       | Gold1      | —            | —           | 15.000     | hitparade.ch         |
| Singapur (RIAS)                                                                              | —       | Gold1      | —            | —           | 5.000      | rias.org.sg          |
| Spanien (Promusicae)                                                                         | —       | —          | 2× Platin2   | —           | 100.000    | elportaldemusica.es  |
| Vereinigte Staaten (RIAA)                                                                    | —       | 2× Gold2   | 17× Platin17 | —           | 18.000.000 | riaa.com             |
| Vereinigtes Königreich (BPI)                                                                 | Silber1 | 3× Gold3   | 4× Platin4   | —           | 3.500.000  | bpi.co.uk            |
| Insgesamt                                                                                    | Silber1 | 29× Gold29 | 92× Platin92 | 5× Diamant5 |            |                      |